# Lucjan Jacak
Lucjan Jacak (ur. 6 czerwca 1952 w Wałbrzychu) – polski fizyk-teoretyk, członek Komitetu Fizyki PAN i od 1976 pracownik naukowy profesor i wykładowca Instytutu Fizyki Politechniki Wrocławskiej.

## Życiorys
W 1971 r. ukończył II Liceum Ogólnokształcące w Wałbrzychu. Studiował równocześnie matematykę na Uniwersytecie Wrocławskim i fizykę na Wydziale Podstawowych Problemów Techniki Politechniki Wrocławskiej. Podczas studiów trzykrotnie otrzymał Złoty Medal im. M. Kopernika w Konkursie Kopernikowskim. Studia ukończył w roku 1976. Dwa lata później obronił pracę doktorską na temat wzbudzeń kolektywnych w He³, która została wyróżniona nagrodą Ministra i Polskiego Towarzystwa Fizycznego. Rozpoczął wówczas pracę jako adiunkt w Instytucie Fizyki Politechniki Wrocławskiej.
W 1988 na Wydziale Matematyczno-fizyczno-chemicznym Uniwersytetu Wrocławskiego nadano mu stopień doktora habilitowanego za pracę o nieliniowych efektach w cieczach Fermiego, za którą również otrzymał nagrodę Ministra. Monografia habilitacyjna została przedrukowana w Journal of Physics.
Od roku 1991 jako profesor nadzwyczajny, pełnił funkcję dyrektora Instytutu. W latach 1996–2002 był prorektorem ds. nauczania Politechniki Wrocławskiej. W kwietniu 1997 roku Lucjan Jacak otrzymał tytuł profesora.
W 2013 został odznaczony Krzyżem Kawalerskim Orderu Odrodzenia Polski.

## Informacje ogólne
Wykładał różne przedmioty z zakresu fizyki teoretycznej (m.in. mechanikę kwantową i teoretyczną, fizykę statystyczną, teorię metali, teorię ciała stałego, teorię zjawisk transportu, metody matematyczne w fizyce, analizę funkcjonalną, teorię funkcji Greena, teorię cieczy Fermiego czy teorię nadprzewodnictwa); prowadzi także wykłady z fizyki ogólnej.
Ma czworo dzieci: trzech synów (dwóch z nich, Witold oraz Janusz, również są pracownikami naukowymi Politechniki Wrocławskiej) i córkę.